# Termoforesi
Il fenomeno della termoforesi, chiamato anche termodiffusione o effetto Ludwig-Soret, consiste nella migrazione di particelle, immerse in un fluido, indotta da un gradiente di temperatura.
Il fenomeno, pur essendo noto da tempo, risulta aver ancora aspetti non completamente compresi, e manca di una esauriente trattazione teorica.

## Legge di Soret
La termoforesi è stata per la prima volta osservata da Carl Ludwig nel 1856 e poi studiata da Charles Soret nel 1897. Il fenomeno è chiamato anche termodiffusione, per analogia con i processi diffusivi, solo che è dovuto a un gradiente di temperatura, piuttosto che a un gradiente di concentrazione.
La termodiffusione avviene in ambiente gassoso o liquido, anche se in modalità diverse. Recenti analisi hanno dimostrato nei liquidi dipendenze, spesso sorprendenti, da parametri quali la salinità, la superficie, la concentrazione e il peso molecolare. Le analogie con l'elettroforesi suggeriscono l'influenza delle forze superficiali e la necessità di un trattamento idrodinamico.
L'applicazione di piccole forze, sia che derivino da campi elettrici sia da gradienti di temperatura, può essere descritta da relazioni lineari, anche per soluzioni complesse, permettono di esprimere la densità di corrente di massa {\displaystyle \mathbf {j} _{m}} come di seguito indicato, dove il primo termine rappresenta la Legge di Fick per la diffusione, il secondo termine descrive l'effetto Soret ( o termodiffusione), proporzionale al gradiente di temperatura:
{\displaystyle \mathbf {j} _{m}=-{\mathcal {D}}_{m}\nabla c-c_{p}{\mathcal {D}}_{T}\nabla T}
dove {\displaystyle c} è la concentrazione, {\displaystyle {\mathcal {D}}_{m}} la diffusività di materia e {\displaystyle {\mathcal {D}}_{T}} la diffusività termica. Tuttavia, anche dimensionalmente, esso non è propriamente un coefficiente di diffusione, ma è la mobilità termoforetica, in quanto la velocità di una particella è semplicemente:
{\displaystyle \mathbf {v} _{T}=-{\mathcal {D}}_{T}\nabla T}

## Problemi aperti
Il fenomeno è studiato in quanto ha influenze importanti nei moti convettivi all'interno delle miscele. Inoltre la scala dei tempi della diffusione di massa è maggiore di quella della termodiffusione. Per questo motivo la termoforesi influenza drammaticamente tutti i processi convettivi: solidificazione in leghe metalliche, nelle lave vulcaniche, nei moti convettivi nel mantello terrestre e nella crescita dei cristalli.
Una descrizione microscopica dettagliata del fenomeno non è ancora stata proposta. Per le miscele gassose la teoria cinetica fornisce alcune indicazioni, ma non può essere applicata efficacemente ai liquidi. Inoltre la complessità del sistema non rende ancora possibile uno studio con modelli statistici, anche con simulazioni numeriche.
La maggior parte degli studi si sono concentrati nel tentativo di validare le evidenze sperimentali, in particolare lo spostamento delle specie pesanti verso il lato freddo. Inoltre molti esperimenti mostrano che {\displaystyle D_{T}} dipende esclusivamente da quantità locali e microscopiche della regione interessata.

## Termoforesi in edilizia
In edilizia è noto che in presenza di ponti termici, in condizioni invernali, sulla superficie interna dei solai in laterocemento o delle pareti, si può determinare una non omogeneità della temperatura del materiale. Tale fenomeno nasce a causa della maggiore dispersione termica delle parti in calcestruzzo armato (travetti, travi, pilastri), rispetto a quelle contigue, realizzate in laterizi o materiali simili (es. blocchi in calcestruzzo per murature di tamponamento o pani di polistirolo come elementi di alleggerimento di solai in laterocemento).
La non uniformità della temperatura superficiale grazie alla termoforesi causa l'accumularsi della polvere nelle zone più fredde e determina la comparsa di righe su soffitti o pareti.
Il fenomeno può essere quantificato tramite il fattore di eterogeneità di temperatura della superficie interna s:
{\displaystyle s=(T_{ambiente}-t_{a})/(T_{ambiente}-t_{b})}
dove {\displaystyle t_{a}} è la temperatura della superficie del ponte termico mentre {\displaystyle t_{b}} è la temperatura della restante superficie. Per evitare l'insorgere di rigature, il fattore s non deve essere superiore a 1,5 - 2.

## Prospettive
La comprensione totale del fenomeno richiede nuovi esperimenti e contributi teorici. Le nuove tecniche di investigazione, che permettono di mappare il movimento delle singole particelle sono sicuramente le migliori. Se adesso, per limiti strumentali, è difficile risolvere il moto di una singola particella con ottiche a elevata apertura numerica, è ragionevole pensare come tale problema potrà essere superato in futuro; vi è infatti un largo interesse su queste tecniche di analisi da parte di molte discipline. Anche la conoscenza dell'influenza dei surfattanti e polielettroliti deve essere ampliata.